# Phlegra particeps
Phlegra particeps är en spindelart som först beskrevs av Pickard-Cambridge O. 1872.  Phlegra particeps ingår i släktet Phlegra och familjen hoppspindlar. Inga underarter finns listade i Catalogue of Life.